# Diego Bonaldi
Diego Martín Bonaldi (Las Varillas, Córdoba, 27 de marzo de 1984) es un exfutbolista argentino que jugaba como volante.

## Trayectoria

### Belgrano
Bonaldi debutó en Belgrano en 2005.

### Sportivo Patria
En 2006 pasó a Sportivo Patria, donde tuvo un breve paso.

### Racing de Córdoba
En 2007 llegó a Racing de Córdoba y tuvo su primer ciclo. En la temporada 2012/13 volvió al club para tener su segunda etapa y se retiró del fútbol.

### Atlético Tucumán
De cara a la temporada 2007/08 se mudó a San Miguel de Tucumán, para vestir la camiseta de Atlético Tucumán. En el decano jugó hasta 2008.

### Unión de Sunchales
En 2009 se unió a Unión de Sunchales. Con el equipo santafesino llegó a semifinales por el ascenso a la B Nacional.

### Alumni
Volvió a Córdoba en 2010 y se sumó a Alumni, donde jugó un año.

### Gimnasia de Mendoza
En la temporada 2011/12 pasó a Gimnasia de Mendoza. En el club mendocino disputó una temporada.

## Clubes
| Club                | País      |
| ------------------- | --------- |
| Belgrano            | Argentina |
| Sportivo Patria     | Argentina |
| Racing de Córdoba   | Argentina |
| Atlético Tucumán    | Argentina |
| Unión de Sunchales  | Argentina |
| Alumni              | Argentina |
| Gimnasia de Mendoza | Argentina |